# Prithvi (raketa)
Prithvi (Sanskrt: prthvi "Zemlja"), ime su dobili po hinduističkoj boginji Prithvi, personifikaciji majke zemlje, a to je taktička balistička raketa kratkog dometa zemlja-zemlja (SRBM) koju je razvila Organizacija za istraživanje i razvoj u oblasti odbrane (DRDO) Indije u okviru Integrisanog programa za razvoj vođenih raketa (IGMDP). Indijska komanda strateških snaga je zadužena za raspored tih raketa.

## Razvoj i istorija
Vlada Indije pokrenula je Integrisani program razvoja vođenih raketa 1983. godine kako bi postigla samodovoljnost u razvoju i proizvodnji širokog spektra balističkih projektila, raketa zemlja-vazduh itd. Rakete je razvijala Organizacija za istraživanje i razvoj odbrane Ministarstva odbrane Indije (Organizacija za istraživanje i razvoj odbrane, DRDO) u okviru Integrisanog programa za razvoj vođenih raketa (IGMDP). Varijante rakete Prithvi koriste pogona motora koja su tečna ili na čvrsta goriva a razvijeni su na bazi motora sovjetske protivvazdušne vođene rakete V-755 protivvazdušnog raketnog sistema S-75. Prithvi je bio prvi projektil koji je razvijen u okviru tog programa. DRDO je pokušao da napravi raketu zemlja-vazduh u okviru projekta Devil.  Razvijen kao projektil na bojnom polju, mogao bi da nosi nuklearnu bojevu glavu u svojoj ulozi taktičkog nuklearnog oružja.
Prvo lansiranje rakete Prithvi-I izvedeno je 25. februara 1988. godine, Prithvi-II 27. januara 1996. godine, Prithvi-III 23. januara 2004. godine.
Prva zemaljska testiranja lansera na moru Dhanush obavljena su 11. aprila 2000. godine, prvo lansiranje sa broda (Subhadra patrolni brod) 21. septembra 2001. godine.

### Varijante
Projekt projektila Prithvi obuhvatao je razvoj tri varijante za upotrebu od strane indijske vojske, indijskog vazduhoplovstva i indijske mornarice. Početni projektni okvir Integrisanog programa za razvoj vođenih raketa navodi varijante na sledeći način. 
- Prithvi I (SS-150) – Verzija za kopnene snage. Jednostepena raketa na tečno gorivo kratkog dometa na mobilnom lanseru. Domet lansiranja do 150 km (93 mi) sa maksimalnom nosivošću bojeve glave od 1.000 kg (2.200 lb));
- Prithvi II (SS-250) – verzija vazduhoplovnih snaga. Jednostepena raketa na tečno gorivo kratkog dometa na mobilnom lanseru. Domet lansiranja - 350 km (220 mi). Težina nosivosti bojeve glave - 500-750 kg; [7]
- Prithvi III (SS-350) – Pomorska verzija dvostepene rakete kratkog dometa na čvrsto gorivo. Domet lansiranja - 350 km (220 mi). Težina nosivosti bojeve glave - 1.000 kg (2.200 lb);
- Prithvi Air Defense (PAD) – verzija protiv balističke rakete za presretanje na velikim visinama razvijena u okviru indijskog programa odbrane od balističkih projektila.

## Eksploatacija
U oktobru 1995. godine, prvih 20 predproizvodnih projektila Prithvi-I predato je indijskim kopnenim snagama za opremanje 333. raketne grupe stacionirane u Sekunderabadu. Grupa je naoružana sa 12 lansera.
U decembru 1998. godine, jedinice naoružane raketama Prithvi-I učestvovale su u vežbi indijskih oružanih snaga Shiv Shakti-98 .
Pokušaj lansiranja balističke rakete Prithvi-II završio se neuspehom 23. septembra 2010. na poligonu Čandipur u državi Oriša u istočnoj Indiji. Prethodna četiri lansiranja ove rakete, izvršena tokom prošle godine na poligonu Čandipur, uspešno su završena.
Nepoznati broj projektila stacioniran je u blizini Jalandhara i Pendžaba. Sa ovih pozicija rakete mogu da stignu do grada Islamabada i drugih važnih centara Pakistana.
Rakete Prithvi su sposobne da nose nuklearne bojeve glave, ali se zvanično koriste visokoeksplozivne fragmentacione, kasetne i zapaljive bojeve glave.

## Opis

### Prithvi I
Prithvi I je jednostepena balistička raketa zemlja-zemlja na tečno gorivo koja ima mogućnost montiranja bojeve glave maksimalno od 1.000 kg, sa dometom do 150 km (93 milje). Ima preciznost od 10–50 m (33–164 ft) i može se lansirati iz transportnih lansera sa rampom za uspravno dizanje rakete i stavljanjem u borbeni položaj. Ova klasa projektila Prithvi uvedena je u indijsku vojsku 1994. Kao što je rekao šef (DRDO) Avinaš Čander, taktička raketa Prithvi dometa 150 km biće zamenjena raketom Prahaar, koja je sposobnija i ima veću preciznost. Prema Čanderu, rakete Prithvi I povučene su iz upotrebe i biće nadograđene da bi se koristile za veće domete.

### Prithvi II
Prithvi II je takođe jednostepena raketa na tečno gorivo sa mogućnošću postavljanja bojeve glave od maksimalno 500 kg, ali sa proširenim dometom do 250 km (160 milja). Razvijen je sa indijskim vazduhoplovstvom kao primarnim korisnikom. Prvi put je probno ispaljen 27. januara 1996. godine, a razvojne faze su završene 2004. Ova varijanta je takođe uvedena u vojsku. Na testu je raketa lansirana sa produženim dometom od 350 km (220 milja) i imala je poboljšanu navigaciju zahvaljujući inercijskom navigacionom sistemu. Raketa sadrži mere za obmanjivanje antibalističkih projektila.
Raketa je uvedena u strateške snage Indije 2003. godine i bila je to prva raketa razvijena u okviru IGMDP-a.  Posle neuspelog testa 24. septembra 2010,  još dve rakete lansirane su na dve različite mete i to 22. decembra 2010. godine i ovog puta testovi su bili uspešni.  Prema izvorima vesti, domet rakete je sada povećan na 350 km (220 milja), a nosivost bojne glave se sada kreće između 500 – 1000 kg.     Indija je 2. juna uspešno testirala svoju autohtonu nuklearnu raketu Prithvi-II. Lansiranje se dogodilo na integrisanom poligonu za testiranje u Čandipuru u Odiši u 9:50 ujutro. Raketa, sposobna da nosi bojevu glavu maksimalno do 1.000 kg, uvedena je u oružane snage 2003. godine. To je prva koju je razvila Organizacija za istraživanje i razvoj odbrane u okviru svog Integrisanog programa za razvoj vođenih raketa.
Indijska komanda strateških snaga testirala je noću dve balističke rakete kratkog dometa u okviru svog godišnjeg ciklusa obuke za testiranje borbene spremnosti raketnih snaga indijske vojske. Dve Prithvi-II taktičke balističke rakete malog dometa zemlja-zemlja su probno ispaljene sa integrisanog poligona za testiranje (ITR) na ostrvo Dr Abdul Kalam u Bengalskom zalivu kod obale Odiše u noći 20. novembra. Lansiranje projektila izvršeno je između 19 časova i 19:15 časova, prema vladinim izvorima citiranim u izveštajima lokalnih medija. Proba rakete zemlja-zemlja sa dometom udara od 350 km izvedena je iz mobilnog lansera iz lansirnog kompleksa-3 ITR-a u 19.05, rekli su izvori za TV India Todai, dodajući da je to bilo rutinsko ispitivanje. 
Indija je u utorak izvela noćno ispitivanje svoje autohtono razvijene rakete zemlja-zemlja Prithvi-II sa nuklearnom sposobnošću kod obale Odiše. Komanda strateških snaga izvela je noćno ispitivanje balističke rakete kratkog dometa Prithvi-II iz lansirnog kompleksa-3 Integrisanog poligona za testiranje u Čandipuru. Izvori odbrane su rekli da raketa ima domet od 350 km, da je probno ispaljena u 19.48 časova u utorak 4. decembra 2020. 

### Prithvi III
Prithvi III je dvostepena raketa zemlja-zemlja. Prva faza je na čvrsto gorivo sa motorom potiska od 16 metričkih tona (157 kN). Druga faza je na tečno gorivo. Raketa može nositi bojevu glavu od 1.000 kg na udaljenosti od 350 km (220 milja) i bojevu glavu od 500 kg na udaljenosti od 600 km (370 mi) i bojevu glavu od 250 kg do udaljenosti od 750 km (470 milja).
Prithvi III je prvi put testiran 2000. godine sa INS Subhadra, patrolnog broda klase Sukania. Raketa je lansirana sa obnovljene ojačane helikopterske palube broda. Prvi test leta varijante od 250 km (160 milja) bio je samo delimično uspešan. Kompletna operativna testiranja su završena 2004. 

## Dhanush (raketa)
Danuš (Sanskrit: धनष , „Puk“) je varijanta rakete Prithvi III zemlja-zemlja ili brod-brod, koja je razvijena za indijsku mornaricu. Sposobna je da nosi i konvencionalne i nuklearne bojeve glave nosivosti od 500-1000 kg  i može da pogodi ciljeve u dometu od 350 km. Dhanush je sistem koji se sastoji od stabilizacijske platforme i projektila. To je prilagođena verzija Prithvija i sertifikovana je za ciljeve na more. Dhanush mora biti lansiran sa hidraulički stabilizovane lansirne rampe. Dhanush se smatra oružjem koje se koristi za uništavanje nosača aviona ili neprijateljske luke. Raketa je više puta testirana sa površinskih brodova mornarice.

### Istorija
Projektil je uspešno testiran sa broda INS Subhadra, koji je bio usidren oko 35 km (22 mi) od obale od integrisanog poligona u Čandipuru 13. decembra 2009. To je bio šesti test rakete. 
Projektil je sa uspehom prošao testove 5. oktobra 2012.,  23. novembra 2013.,  9. aprila 2015.,  i 24. novembra 2015.,  i to sa broda indijske mornarice INS Subhadra (P51) u Bengalskom zalivu kod obale Orise.
U decembru 2015, poboljšana verzija Dhanusha dometa od 350 km testirana je od strane INS  Rajputa i uspešno je pogodila metu na kopnu. 
Prithvi III ili Dhanush je ponovo testiran 26. novembra 2015. iz INS Subhadra u Bengalskom zalivu. 
Komanda strateških snaga je 23. februara 2018. sprovela uspešno testiranje sa pomorskog broda kod obale Odiše. 

### Mogućnosti
Raketa Dhanush se može koristiti kao protivbrodsko oružje, kao i za uništavanje kopnenih ciljeva u zavisnosti od dometa. 